# Aegukka
Aegukka (애국가?, 愛國歌?; Il canto patriottico), anche noto come Canzone dell'amato paese) è l'inno nazionale della Corea del Nord. Il testo è stato scritto da Pak Se-yong (1902-1989), mentre la musica è opera del compositore Kim Won-gyun (1917-2002).

## Origine dell'inno
Il Governo provvisorio della Repubblica di Corea in esilio a Shanghai dal 1919 al 1945 adottava come inno ufficiale il canto Aegukga. Il testo dell'inno era identico a quello dell'attuale inno sudcoreano, ma la melodia era quella del canto di Natale scozzese Auld Lang Syne. Alla fine della seconda guerra mondiale la Corea ottenne l'indipendenza dal Giappone e la Corea del Nord si separò dalla Corea del Sud, che aveva mantenuto il testo dell'Aegukga, ma ne aveva cambiato la melodia. Il neonato Stato socialista scelse, invece, di adottare un inno completamente nuovo e così nel 1947 fu composto l'attuale inno nazionale nordcoreano, che mantenne il titolo dell'inno del sud, ossia Aegukka, ma traslitterato in maniera leggermente differente.
Caso insolito tra i canti patriottici nordcoreani, Ach'imŭn pinnara non contiene alcuna allusione né al Partito del Lavoro di Corea, né a Kim Il-sung, né a Kim Jong-il, bensì tesse le lodi della Corea nella sua interezza.
Nel febbraio del 2024, una parte dell'inno è stata modificata per seguire la nuova politica del governo di Kim Jong-un, che rimuove ogni riferimento ai propositi di riunificazione delle due Coree: la parola 삼천리 ("tremila ri", riferimento alla lunghezza dell'intera penisola di Corea) è stata sostituita da 이 세상 (letteralmente "questo mondo").

## Testo

### Testo originale in coreano (dal 2024)
| Chosŏn'gŭl (ufficiale) | Chosŏn'gŭl e hancha | Traslitterazione McCune-Reischauer | Kirillicha | Romacha | Trascrizione API |
| --- | --- | --- | --- | --- | --- |
| 아침은 빛나라 이 강산 은금에 자원도 가득한 이 세상 아름다운 내 조국 반만년 오랜 력사에 𝄆 찬란한 문화로 자라난 슬기론 인민의 이 영광 몸과 맘 다 바쳐 이 조선 길이 받드세 𝄇 백두산 기상을 다 안고 근로의 정신은 깃들어 진리로 뭉쳐진 억센 뜻 온 세계 앞서 나가리 𝄆 솟는 힘 노도도 내밀어 인민의 뜻으로 선 나라 한없이 부강하는 이 조선 길이 빛내세 𝄇 | 아침은 빛나라 이 江山 銀金에 資源도 가득한 이 世上 아름다운 내 祖國 半萬年 오랜 歷史에 𝄆 燦爛한 文化로 자라난 슬기론 人民의 이 榮光 몸과 맘 다 바쳐 이 朝鮮 길이 받드세 𝄇 白頭山 氣像을 다 안고 勤勞의 精神은 깃들어 眞理로 뭉쳐진 억센 뜻 온 世界 앞서 나가리 𝄆 솟는 힘 怒濤도 내밀어 人民의 뜻으로 선 나라 限없이 富强하는 이 朝鮮 길이 빛내세 𝄇 | Ach'imŭn pinnara i kangsan Ŭn'gŭme chawŏndo kadŭkhan I sesang arŭmdaun nae choguk Panmannyŏn oraen ryŏksaë 𝄆 Ch'allanhan munhwaro charanan Sŭlgiron inminŭi i yŏnggwang Momgwa mam ta pach'yŏ i Chosŏn Kiri pattŭse 𝄇 Paektusan kisangŭl ta anko Kŭlloŭi chŏngsinŭn kittŭrŏ Chilliro mungch'yŏjin ŏksen ttŭt On segye apsŏ nagari 𝄆 Sonnŭn him nododo naemirŏ Inminŭi ttŭsŭro sŏn nara Hanŏpsi puganghanŭn i Chosŏn Kiri pinnaese 𝄇 | Ачимын биннара и ганъсан Ынгыме жаво̆ндо гадыкан И сесанъ арымдаун нэ жогук Банманнён орэн рёксае 𝄆 Чалланхан мунхваро жаранан Сыльгирон инминый и ёнъгванъ Момгва мам да бачё и Жосо̆н Гири баттысе 𝄇 Бэкдусан гисанъыл да анго Гыллой жо̆нъсинын гиттыро̆ Жиллиро мунъчёжин о̆ксен ттыт Он сегье апсо̆ нагари 𝄆 Соннын хим нододо нэмиро̆ Инминый ттысыро со̆н нара Хано̆пси буганъханын и Жосо̆н Гири биннэсе 𝄇 | Achimeun binnara i gangsan Eungeume jawondo gadeukan I sesang areumdaun nae joguk Banmannyeon oraen ryeoksae 𝄆 Challanhan munhwaro jaranan Seulgiron inminui i yeonggwang Momgwa mam da bachyeo i Joseon Giri batdeuse 𝄇 Baekdusan gisangeul da ango Geulloui jeongsineun gitdeureo Jilliro mungchyeojin eoksen tteut On segye apseo nagari 𝄆 Sonneun him nododo naemireo Inminui tteuseuro seon nara Haneopsi buganghaneun i Joseon Giri binnaese 𝄇 | [a̠.ˈt͡sʰim.ɯn ˈpin.na̠.ɾa̠ i ka̠ŋ.ˈsʰa̠n] [ɯn.ˈgɯm.e̞ ˈt͡sa̠.wɔn.do̞ ˈka̠.dɯ.kʰa̠n] [(j)i ˈsʰe̞.sʰa̠ŋ ˈa̠.ɾɯ̆m.da̠.(w)ʊn nɛ̝ t͡so̞.ˈgʊk̚] [pa̠n.ˈma̠n.ɲʲɔn ˈo̞.ɾɛ̝n ˈɾʲɔk̚.s͈a̠.(j)e̞] 𝄆 [t͡sʰa̠ɭ.ˈɭa̠n.ɦa̠n ˈmʊn.(βʷ)a̠.ɾo̞ ˈt͡sa̠.ɾa̠.na̠n] [sʰɯɭ.ˈgi.ɾo̞n ˈin.min.ɛ̝ (j)i jɔŋ.ˈgʷa̠ŋ] [mo̞m.ˈgʷa̠ ma̠m ta̠ pa̠.t͡sʰjɔ (j)i t͡so̞.ˈsʰɔn] [kiɾ.ˈi ˈpa̠t̚.t͈ɯ.sʰe̞] 𝄇 [pɛ̝k̚.ˈt͈ʊ.sʰa̠n ˈki.sʰa̠ŋ.ɯɭ ta̠ a̠n.ko̞] [kɯɭ.ˈɭo̞.ɛ̝ ˈt͡sɔŋ.sin.ɯn ˈkit̚.t͈ɯɾ.ɔ] [t͡siɭ.ˈʎi.ɾo̞ ˈmʊŋ.t͡sʰʲɔ.d͡zin ˈɔk̚.s͈e̞n t͈ɯt̚] [o̞n ˈsʰe̞.ɡʲe̞ ˈa̠p̚.s͈ɔ na̠.ga̠.ˈɾi] 𝄆 [sʰo̞n.ˈnɯn ɦim ˈno̞.do̞.do̞ ˈnɛ̝.miɾ.ɔ] [in.ˈmin.ɛ̝ ˈt͈ɯsʰ.ɯ.ɾo̞ sʰɔn na̠.ˈɾa̠] [ha̠n.ˈɔp̚s͈.i ˈpʊ.ga̠ŋ.ɦa̠.nɯn i t͡so̞.ˈsʰɔn] [kiɾ.ˈi ˈpin.nɛ̝.sʰe̞] 𝄇 |

#### Traduzione italiana
Il mattino brilli sopra i fiumi e i monti di questa terra,
Piena di risorse d'oro e argento.
La nostra bellissima patria in questo mondo,
La gloria di un popolo saggio
𝄆 Ha creato una grande cultura
Con una storia lunga cinque millenni.
Doniamo devotamente il nostro corpo e il nostro spirito
Per supportare in eterno questa Corea. 𝄇
Abbracciando l'atmosfera del Monte Baekdu,
Nido per lo spirito del lavoro,
La ferma volontà, vincolata alla verità,
Avanzerà in tutto il mondo.
𝄆 Il paese costituito per volontà del popolo,
Affronta le onde impetuose con forza incrollabile.
Glorifichiamo in eterno questa Corea,
Illimitatamente ricca e forte. 𝄇

### Testo (1947-2024)
|         | Chosŏn'gŭl | Chosŏn'gŭl e hancha | Traslitterazione McCune-Reischauer | Traduzione italiana |
| ------- | --- | --- | --- | --- |
| Verso 1 | 아침은 빛나라 이 강산 은금에 자원도 가득한 삼천리 아름다운 내 조국 반만년 오랜 력사에 찬란한 문화로 자라난 슬기론 인민의 이 영광 몸과 맘 다 바쳐 이 조선 길이 받드세 | 아침은 빛나라 이 江山 銀金에 資源도 가득한 三千里 아름다운 내 祖國 半萬年 오랜 歷史에 燦爛한 文化로 자라난 슬기론 人民의 이 榮光 몸과 맘 다 바쳐 이 朝鮮 길이 받드세 | Ach'imŭn pinnara i kangsan Ŭn'gŭme chawŏndo kadŭkhan Samch'ŏlli arŭmdaun nae choguk Panmannyŏn oraen ryŏksaë Ch'allanhan munhwaro charanan Sŭlgiron inminŭi i yŏnggwang Momgwa mam ta pach'yŏ i Chosŏn Kiri pattŭse | Il mattino brilli sopra l'oro e l'argento di questa terra, Tremila leghe piene di ricchezze naturali. Mia bella patria. La gloria di un popolo saggio Ha creato una grande cultura Con una storia lunga cinque millenni. Doniamo devotamente il nostro corpo e il nostro spirito Per supportare in eterno questa Corea. |
| Verso 2 | 백두산 기상을 다 안고 근로의 정신은 깃들어 진리로 뭉쳐진 억센 뜻 온 세계 앞서 나가리 솟는 힘 노도도 내밀어 인민의 뜻으로 선 나라 한없이 부강하는 이 조선 길이 빛내세 | 白頭山 氣像을 다 안고 勤勞의 精神은 깃들어 眞理로 뭉쳐진 억센 뜻 온 世界 앞서 나가리 솟는 힘 怒濤도 내밀어 人民의 뜻으로 선 나라 限없이 富强하는 이 朝鮮 길이 빛내세 | Paektusan kisangŭl ta anko Kŭlloŭi chŏngsinŭn kittŭrŏ Chilliro mungch'yŏjin ŏksen ttŭt On segye apsŏ nagari Sonnŭn him nododo naemirŏ Inminŭi ttŭsŭro sŏn nara Hanŏpsi puganghanŭn i Chosŏn Kiri pinnaese           | Abbracciando l'atmosfera del Monte Baekdu, Nido per lo spirito del lavoro, La ferma volontà, vincolata alla verità, Avanzerà in tutto il mondo. Il paese costituito per volontà del popolo, Affronta le onde impetuose con forza incrollabile. Glorifichiamo in eterno questa Corea, Illimitatamente ricca e forte.     |